# Mikołaj Próchnicki
Mikołaj Próchnicki herbu Korczak (zm. przed 22 czerwca 1479) – duchowny rzymskokatolicki, kanonik przemyski. Od 5 czerwca 1469 ordynariusz kamieniecki, koncentrował się na działalności dyplomatycznej przy dworze królewskim.